# Американо-сальвадорские отношения
Американо-сальвадорские отношения — двусторонние дипломатические отношения между США и Сальвадором. 

## История
В 1863 году Соединённые Штаты установили дипломатические отношения с Сальвадором после обретения последним независимости от Испании и последующего затем роспуска Соединённых Провинций Центральной Америки. В 1992 году в Сальвадоре установилась демократическая форма правления после окончания гражданской войны, что сблизило эту страну с США. В Соединённых Штатах Америки проживает порядка 2 миллионов выходцев из Сальвадора.

## Торговля
Более 300 американских компаний имеют свои представительства в Сальвадоре. Экспорт из США в Сальвадор: топливные продукты, самолеты, машины и ткани. Импорт США из Сальвадора: одежда и сельскохозяйственная продукция (специи, кофе, чай и сахар). Денежные переводы сальвадорцев из Соединенных Штатов — являются важным источником дохода для многих семей в Сальвадоре.